# Oldboy (2013)
Oldboy (bra: Oldboy - Dias de Vingança; prt: Oldboy - Velho Amigo) é um filme estadunidense de 2013, dos gêneros ação, drama e suspense, dirigido por Spike Lee e estrelado por Josh Brolin, Sharlto Copley, Elizabeth Olsen e Samuel L. Jackson.
Trata-se de um remake do filme homônimo de 2003.